# Сражение при Боймица
Сражение при Боймица е бой между четата на Вътрешната македоно-одринска революционна организация, начело с Апостол войвода и османски аскер.

## Битката
Четата на Апостол войвода дава няколко сражения при селата Геракарци, Либахово и Тушилово. На 8/22 март 1900 година Апостол Петков с 14 четници отсяда в две къщи в родното си Боймица. Четата е предадена от гъркоманите от село Крива Ичо Пинчев и Туше Бакалов и още вечерта на 9/23 март е обградена от войска от Гевгели и Енидже Вардар и башибозук. След целодневно сражение на 10/24 март през нощта четата успява да се оттегли към Паяк. В сражението загиват братът на войводата Тано Петков, секретарят на четата Атанас Тодев и четникът Димитър Чавдаров, както и гъркоманският поп Никола Ринчев. Четниците Ичо Проичков (Пройчаков) и Мицо Метракулията са ранени, заловени и затворени в Еди куле, където Проичков умира.